# عبدالله کیلی
عبدالله کیلی (به انگلیسی: Abdullah Kili) در پاکستان است که در مناطق قبیله‌ای فدرال واقع شده‌است.